# Cynwaldyt
Cynwaldyt minerał skałotwórczy z grupy łyszczyków. 
Glinokrzemian potasu zawierający lit i żelazo. Występuje w skałach Dolnego Śląska. Posiada szklisty połysk, w barwach od ciemnozielonej po czarną. Wykorzystywany jest na materiały elektroizolacyjne.